# Chapelle des Pénitents blancs de Beuil
La chapelle des Pénitents blancs est une chapelle située sur la place de l'Église, à Beuil, dans le département français des Alpes-Maritimes.

## Historique
La chapelle a été construite en 1630 à l’emplacement d’une précédente. Elle a été le siège de la confrérie du Gonfalon et de la Miséricorde, ou confrérie des Pénitents blancs qui étaient voués à la Sainte Croix.
En 1808, la confrérie avait 149 membres, dont 84 frères et 65 sœurs. Elle a disparu avant la Grande Guerre. La chapelle a alors servi de dépôt municipal et s'est dégradée.
À partir de 1980, des campagnes de restauration ont été entreprises pour la mettre hors d’eau. La façade a été ornée d’un décor pseudo-baroque en trompe-l'œil, réalisé par Guy Ceppa en 1984.
Cette chapelle a été inscrite au titre des monuments historiques le 6 décembre 1984.

## Présentation
La chapelle est rectangulaire sur trois travées.
Au-dessus de la nef de la chapelle se trouve un grenier. Celui-ci permettait de stocker le grain acheté à l'automne par des collecteurs du mont Granitique, membres de la confrérie. Il était redistribué en mars aux pauvres du village ou aux paysans ayant eu des dommages.